# Sergio Arribas
Sergio Arribas Calvo (Madrid, 30 september 2001) is een Spaans voetballer die sinds 2023 onder contract ligt bij UD Almería.

## Carrière

### Jeugd
Arribas genoot zijn jeugdopleiding bij CDE Benito Pérez Galdós, CD Leganés en Real Madrid. In augustus 2020 won hij met de U19 van Real Madrid de UEFA Youth League. Op de vijfde speeldag van de groepsfase hielp hij Real Madrid aan een ongelofelijke comeback: een 1-3-achterstand tegen Paris Saint-Germain werd nog omgebogen in een 6-3-zege. Op de slotspeeldag was hij in het 2-2-gelijkspel tegen Club Brugge goed voor een assist, waardoor Real Madrid zeker was van groepswinst. Zijn doelpunten en assists werden in de knock-outfase nóg belangrijker: in de achtste finale tegen Juventus FC (1-3-winst) wiste hij iets na het halfuur het vroege openingsdoelpunt van Franco Tongya uit, in de kwarfinale tegen Internazionale (0-3-winst) leverde hij drie assists af, en in de finale tegen SL Benfica bood hij Pablo Rodríguez de assist voor de openingsgoal aan, om vervolgens Henrique Jocú tot een owngoal te dwingen.

### Real Madrid (Castilla)
Op 20 september 2020 maakte hij zijn officiële debuut in het eerste elftal van Real Madrid: in het 0-0-gelijkspel tegen Real Sociedad op de tweede speeldag van de Primera División viel hij in de 89e minuut in voor Vinícius Júnior. Op 9 december 2020 maakte hij zijn Europese debuut: in de Champions League-groepswedstrijd tegen Borussia Mönchengladbach (2-0-winst) liet trainer Zinédine Zidane hem in de 74e minuut invallen. Ook in de heenwedstrijd van de achtste finale tegen Atalanta Bergamo, die Real Madrid met 0-1 won, kreeg hij een kwartier speeltijd. In de competitie klokte Arribas in zijn debuutseizoen bij het eerste elftal af op acht invalbeurten.
In het seizoen 2021/22 was Arribas in de nagelnieuwe Primera División RFEF goed voor vijftien goals voor Real Madrid Castilla. Officiële speelminuten bij het eerste elftal zaten er dat seizoen niet in voor de jonge twintiger. Ook in het seizoen 2022/23 was hij belangrijk voor Real Madrid Castilla. Arribas, die dat seizoen vooral als aanvallende middenvelder en rechtsbuiten speelde, scoorde in de reguliere competitie en de promotie-playoffs opgeteld 21 doelpunten. Hij eindigde zo voor het tweede seizoen op rij als seizoensclubtopschutter. Real Madrid Castilla was dat seizoen zeer dicht bij promotie naar de Segunda División A, maar slikte in de terugwedstrijd van de finale in de tweede verlenging een derde doelpunt tegen CD Eldense, waardoor de club uit Elda promoveerde omdat ze hoger geëindigd waren dan Real Madrid Castilla in de reguliere competitie.
In het seizoen 2022/23 seizoen kreeg Arribas, in tegenstelling tot het seizoen daarvoo, wél speelminuten in het eerste elftal van Real Madrid. In de competitie liet Carlo Ancelotti hem tegen Elche CF en Real Sociedad telkens een kleine tien minuten voor tijd invallen, alsook in de bekerwedstrijd tegen CP Cacereño. Op 8 februari 2023 kreeg hij op het WK voor clubs ook een late invalbeurt in de halvefinalewedstrijd tegen Al-Ahly. Arribas legde diep in de blessuretijd de 1-4-eindscore vast.

### UD Almería
In augustus 2023 ondertekende Arribas een zesjarig contract bij de Spaanse eersteklasser UD Almería, dat zes miljoen euro betaalde aan Real Madrid. De helft van Arribas' transferrechten bleven in handen van Real Madrid. Eerder werd de Madrileen gelinkt aan enkele Duitse teams, waaronder Eintracht Frankfurt, RB Leipzig en Bayer Leverkusen.

## Clubstatistieken
| Seizoen         | Club                 | Land            | Competitie            | Competitie | Competitie | Beker | Beker | Supercup | Supercup | Internationaal | Internationaal | Totaal | Totaal |
| Seizoen         | Club                 | Land            | Competitie            | Wed.       | Dlp.       | Wed.  | Dlp.  | Wed.     | Dlp.     | Wed.           | Dlp.           | Wed.   | Dlp.   |
| --------------- | -------------------- | --------------- | --------------------- | ---------- | ---------- | ----- | ----- | -------- | -------- | -------------- | -------------- | ------ | ------ |
| 2020/21         | Real Madrid Castilla | Vlag van Spanje | Segunda División B    | 20         | 5          | —     | —     | —        | —        | —              | —              | 20     | 5      |
| 2020/21         | Real Madrid          | Vlag van Spanje | Primera División      | 8          | 0          | 0     | 0     | 0        | 0        | 2              | 0              | 10     | 0      |
| 2021/22         | Real Madrid Castilla | Vlag van Spanje | Primera División RFEF | 36         | 15         | —     | —     | —        | —        | —              | —              | 36     | 15     |
| 2022/23         | Real Madrid Castilla | Vlag van Spanje | Primera División RFEF | 37         | 21         | —     | —     | —        | —        | —              | —              | 37     | 21     |
| 2022/23         | Real Madrid          | Vlag van Spanje | Primera División      | 2          | 0          | 1     | 0     | 0        | 0        | 1              | 1              | 4      | 1      |
| 2023/24         | UD Almería           | Vlag van Spanje | Primera División      | 0          | 0          | 0     | 0     | —        | —        | —              | —              | 0      | 0      |
| Carrière totaal | Carrière totaal      | Carrière totaal | Carrière totaal       | 103        | 41         | 1     | 0     | 0        | 0        | 3              | 1              | 107    | 42     |

Bijgewerkt op 10 augustus 2023.

## Erelijst
| Competitie                             |                 |                 |                 |                 |
| Competitie                             | Aantal          | Jaren           |                 |                 |
| Real Madrid –19                        | Real Madrid –19 | Real Madrid –19 | Real Madrid –19 | Real Madrid –19 |
| -------------------------------------- | --------------- | --------------- | --------------- | --------------- |
| UEFA Youth League                      | 1x              | 2019/20         |                 |                 |
| Real Madrid                            |                 |                 |                 |                 |
| Copa Del Rey                           | 1x              | 2022/23         |                 |                 |
| Wereldkampioenschap voetbal voor clubs | 1x              | 2022            |                 |                 |